# Кривощёков, Геннадий Григорьевич
Геннадий Григорьевич Кривощёков (1947—2000) — советский игрок в хоккей с мячом.

## Карьера
Воспитанник иркутского хоккея с мячом. В 1966-71 годах защищал ворота «Локомотива».
В 1971/72 году играл за омскую «Юность».
В сезоне 1976/77 года играл за «Локомотив». В высшей лиге провёл 78 игр.
Включался в символическую сборную сезона (1968). Был кандидатом в сборную СССР, провёл в её составе 1 матч (1969).
Чемпион СССР среди юношей (1964). Второй призёр Спартакиады народов РСФСР (1966).
Скончался 14 августа 2000 года в Иркутске.